# Лідс Сіті
«Лідс Сіті» (англ. «Leeds City Football Club») — колишній професіональний англійський футбольний клуб з міста Лідса, графство Західний Йоркшир. Виступав у Чемпіонаті Футбольної ліги з 1905 по 1915 роки.

## Історія
Заснована команда в 1904 році. У 1905 дебютує в Футбольній лізі Англії. За всю свою недовгу історію існування команда виступала в Другому дивізіоні. Виключена з ліги в 1915 році, відігравши вісім матчів турніру, Порт-Вейл, раніше відомий як Берслем Порт-Вейл, зайняв їхнє місце із збереженням кількості набраних очок.
Кольори збірної Ірландії захищали троє гравців клубу — Вільям Скотт, Джозеф Інрайт і Джозеф Моран, за Уельс грав Річард Морріс. Найбільш відомий менеджер команди — Герберт Чепмен.
Статистика виступів:
| Сезони                                                         | Ліга            | Рівень | М                                                                 | В                                                                 | Н                                                                 | П                                                                 | МЗ                                                                | МП                                                                | +/-                                                               | О                                                                 | Місце |
| -------------------------------------------------------------- | --------------- | ------ | ----------------------------------------------------------------- | ----------------------------------------------------------------- | ----------------------------------------------------------------- | ----------------------------------------------------------------- | ----------------------------------------------------------------- | ----------------------------------------------------------------- | ----------------------------------------------------------------- | ----------------------------------------------------------------- | ----- |
| 1905/06                                                        | Другий дивізіон | 2      | 38                                                                | 17                                                                | 9                                                                 | 12                                                                | 59                                                                | 47                                                                | +12                                                               | 43                                                                | 6.    |
| 1906/07                                                        | Другий дивізіон | 2      | 38                                                                | 13                                                                | 10                                                                | 15                                                                | 55                                                                | 63                                                                | -8                                                                | 36                                                                | 10.   |
| 1907/08                                                        | Другий дивізіон | 2      | 38                                                                | 12                                                                | 8                                                                 | 18                                                                | 53                                                                | 65                                                                | -12                                                               | 32                                                                | 12.   |
| 1908/09                                                        | Другий дивізіон | 2      | 38                                                                | 14                                                                | 7                                                                 | 17                                                                | 43                                                                | 53                                                                | -10                                                               | 35                                                                | 12.   |
| 1909/10                                                        | Другий дивізіон | 2      | 38                                                                | 10                                                                | 7                                                                 | 21                                                                | 46                                                                | 80                                                                | -34                                                               | 27                                                                | 17.   |
| 1910/11                                                        | Другий дивізіон | 2      | 38                                                                | 15                                                                | 7                                                                 | 16                                                                | 58                                                                | 56                                                                | +2                                                                | 37                                                                | 11.   |
| 1911/12                                                        | Другий дивізіон | 2      | 38                                                                | 10                                                                | 8                                                                 | 20                                                                | 50                                                                | 78                                                                | -28                                                               | 28                                                                | 19.   |
| 1912/13                                                        | Другий дивізіон | 2      | 38                                                                | 15                                                                | 10                                                                | 13                                                                | 70                                                                | 64                                                                | +6                                                                | 40                                                                | 6.    |
| 1913/14                                                        | Другий дивізіон | 2      | 38                                                                | 20                                                                | 7                                                                 | 11                                                                | 76                                                                | 46                                                                | +30                                                               | 47                                                                | 4.    |
| 1914/15                                                        | Другий дивізіон | 2      | 38                                                                | 14                                                                | 4                                                                 | 20                                                                | 65                                                                | 64                                                                | +1                                                                | 32                                                                | 15.   |
| У період з 1915 по 1918 рр. Регулярні змагання не проводилися. |                 |        |                                                                   |                                                                   |                                                                   |                                                                   |                                                                   |                                                                   |                                                                   |                                                                   |       |
| 1919/20                                                        | Другий дивізіон | 2      | Клуб був ліквідований протягом сезону, результати були скасовані. | Клуб був ліквідований протягом сезону, результати були скасовані. | Клуб був ліквідований протягом сезону, результати були скасовані. | Клуб був ліквідований протягом сезону, результати були скасовані. | Клуб був ліквідований протягом сезону, результати були скасовані. | Клуб був ліквідований протягом сезону, результати були скасовані. | Клуб був ліквідований протягом сезону, результати були скасовані. | Клуб був ліквідований протягом сезону, результати були скасовані. | –     |

## Аматорські команди
У 1924 заснований аматорський клуб, який виступав в лізі Йоркшира. У сезоні 1926/27 вибув з ліги після чого був розформований.
Ще один аматорський клуб був заснований в 2006 році.